# وادی معوا
 وادی معوا  روستایی کوچکی از توابع شهرستان  دِبّاء البیعه  در شبه‌جزیره و استان مسندم در کشور پادشاهی عمان است، ویکی از (نقاط دیدنی سلطنت عمان) به شمار می آید.
این روستا در کرانهٔ دریای عمان واقع شده‌است. روستا در روی تپه‌ای ودرپایهٔ زنجیره کوه حجر در منطقه رؤوس الجبال مسندم در ته دره ای قرار دارد.

## جمعیت
جمعیت آن ۱۷۰ نفر (۲۵ خانوار) است که از اهل سنت و مالکی مذهب هستند. شغل عمدهٔ مردم روستا ماهی گیری است.